# Trópusi esőerdő

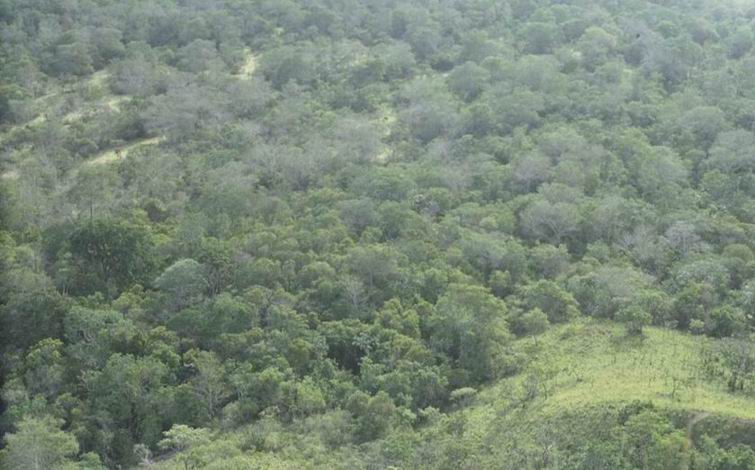
Az Amazóniai esőerdő Brazíliában. A trópusi esőerdők rendelkeznek a legnagyobb biodiverzitással a Földön.

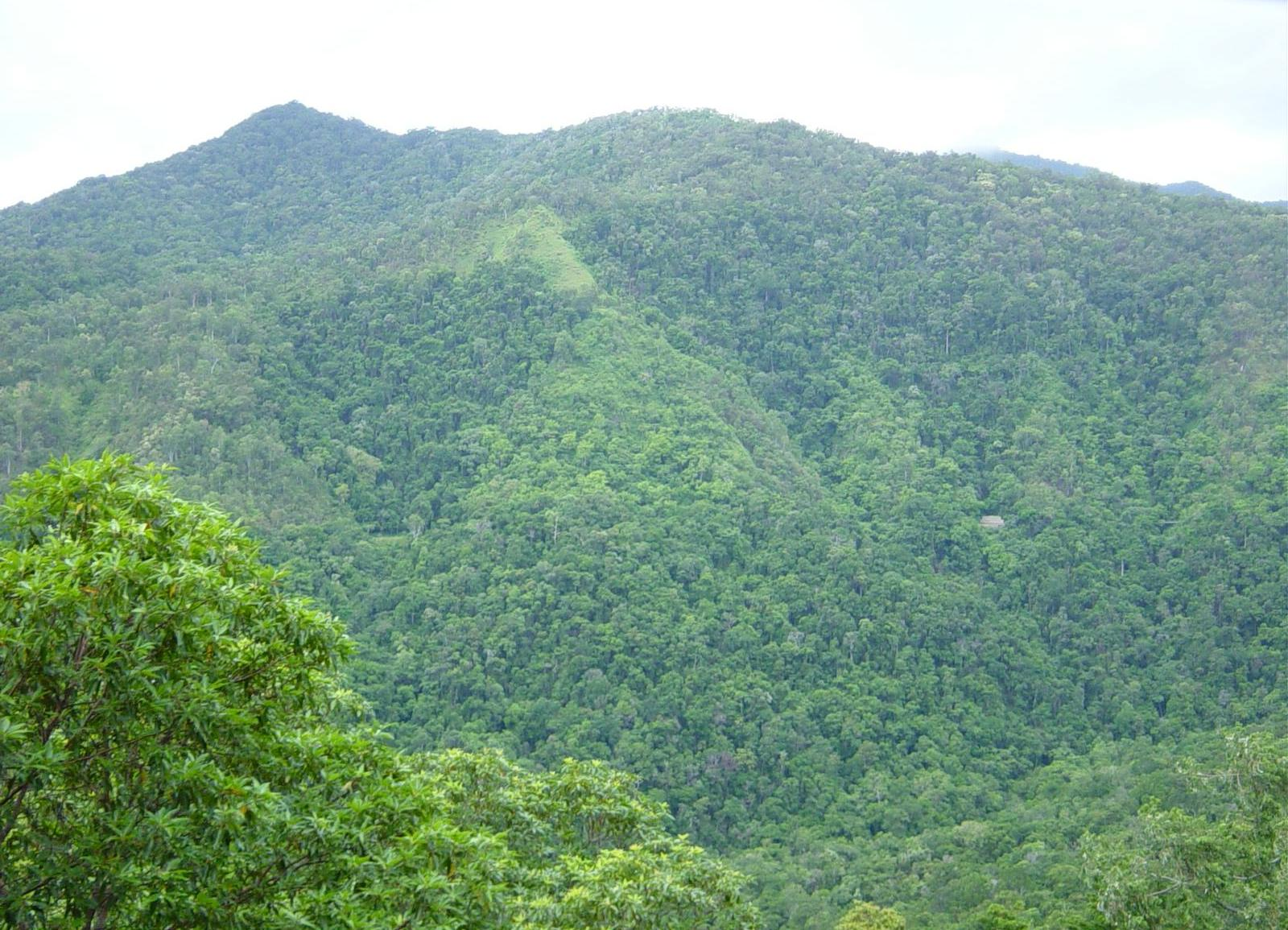
Madártávlatból

A trópusi esőerdő az egyik alapvető biom, a Föld középső növényzeti öve. A WWF biomosztályozásában a trópusi esőerdők a trópusi és szubtrópusi nedves erdők egyik nagy kategóriája. Gyakran használt neve még a sík- és dombvidéki esőerdő (TAMOP) de hivatkoznak rá alföldi egyenlítői örökzöld esőerdő néven is.

## Jelenlegi elterjedése
az Egyenlítő mentén, a kontinensek belsejében kb. a 10. szélességi fokig, azok partvidékein és az óceáni szigeteken jóval északabbra, illetve délebbre húzódik.
- Dél-Amerikában ilyen az
  - Amazonas-medence,
  - az Andok északi részének csapadékosabb keleti lejtői és
  - Északkelet-Brazília (ami az Orinoco és több kisebb folyó vízgyűjtőjéhez tartozik);
- Közép-Amerikában
  - a Kordillerák alacsonyabb részei és
  - az Antillák hegyvidékei;
- Afrikában:
  - a Guineai-öböl partvidéke,
  - a Kongó-medence,
  - a kelet-afrikai szigethegyek és vulkánok;
- Ázsiában:
  - a Nyugati-Ghátok,
  - a Himalája középső és keleti részének déli lejtői,
  - Asszám,
  - Hátsó-India és az indonéz szigetvilág csapadékosabb területei;
- ÉK-Ausztrália; valamint
- Óceánia szigetvilága.

A nagy esőerdők közül a legősibbek a hátsó-indiaiak. Az Amazonas-medence trópusi esőerdei a pleisztocén eljegesedések alatt 19 viszonylag kis refúgiummá zsugorodtak össze; ezek napjainkban kiugróan nagy biodiverzitásukról ismerhetők fel.

## Éghajlata
A hőmérséklet 15 és 50 °C között mozog, de a szinte mindig ennél jóval szűkebb tartományban, mert a napi, a havi és az éves hőingás egyaránt kicsi — ezért a jellemző hőmérséklet 22-27 °C. A havi középhőmérséklet az év minden hónapjában több mint 18 °C.
Uralkodó a felszálló légáramlás, és ezért bőséges a csapadék: legalább 1500 mm/év, legfeljebb 6600 mm/év — de szinte mindig több mint 2000 mm/év.
A relatív páratartalom nagy. A csapadéktöbblet évi 3000 mm-ig járul hozzá a bioproduktivitáshoz, és az évi 4–5000 mm-nél több eső már csökkenti azt. Az ilyen helyeken ugyanis a sok eső már túlságosan kilúgozza a talajt, a fák alacsonyak, viszont sok az epifiton. Ha az esős időszakot száraz évszak szakítja meg, az legfeljebb 3–4 hónapos (TAMOP); a havi csapadék a legszárazabb időszakban is megközelíti a 100 mm-t(EÖ).
A csapadék mennyiségének csökkenésével és jellegének évszakossá válásával az esőerdőt fokozatosan lombhullató erdő váltja fel.

## Talaja
Az erdőtalajra hulló szerves anyag gyorsan dekomposztálódik és a tápanyag újrahasznosul. Ezért az esőerdő alatt a talaj vékony és kilúgzott; ebben jelentős szerepe van a sok csapadéknak. Az erősen oxidált talaj a vas-oxidtól (ferrioxidtól) többnyire vörös és csaknem csupasz, mert a levelek és ágak a magas páratartalom és a meleg miatt gyorsan, humifikálódás nélkül bomlanak le. A vas-oxid mellett sok benne az alumínium-oxid is; a fémek többsége a savanyú talajból kioldódik és kimosódik. Az erős kilúgzás miatt a talajszelvény több méter mélységig homogén; elkülöníthető szintjei nincsenek. Mivel kevés benne a szervesanyag, a gyökerek a talaj felszínén, illetve annak közvetlen közelében futnak, és ezért a fák a mechanikai hatások (pl. szélnyomás) különösen instabilak. A kidőléstől több fásszárút — például a csavarpálmát  (Pandanus spp.) pányvagyökerek vagy  palánkgyökerek védenek. A tápanyagok gyors hasznosulása miatt az esőerdő szervesanyag-tartalmának 95%-a az élő növényekben található — ezért a külső, például antropogén behatásokra különösen sérülékeny.

## Jellemzői

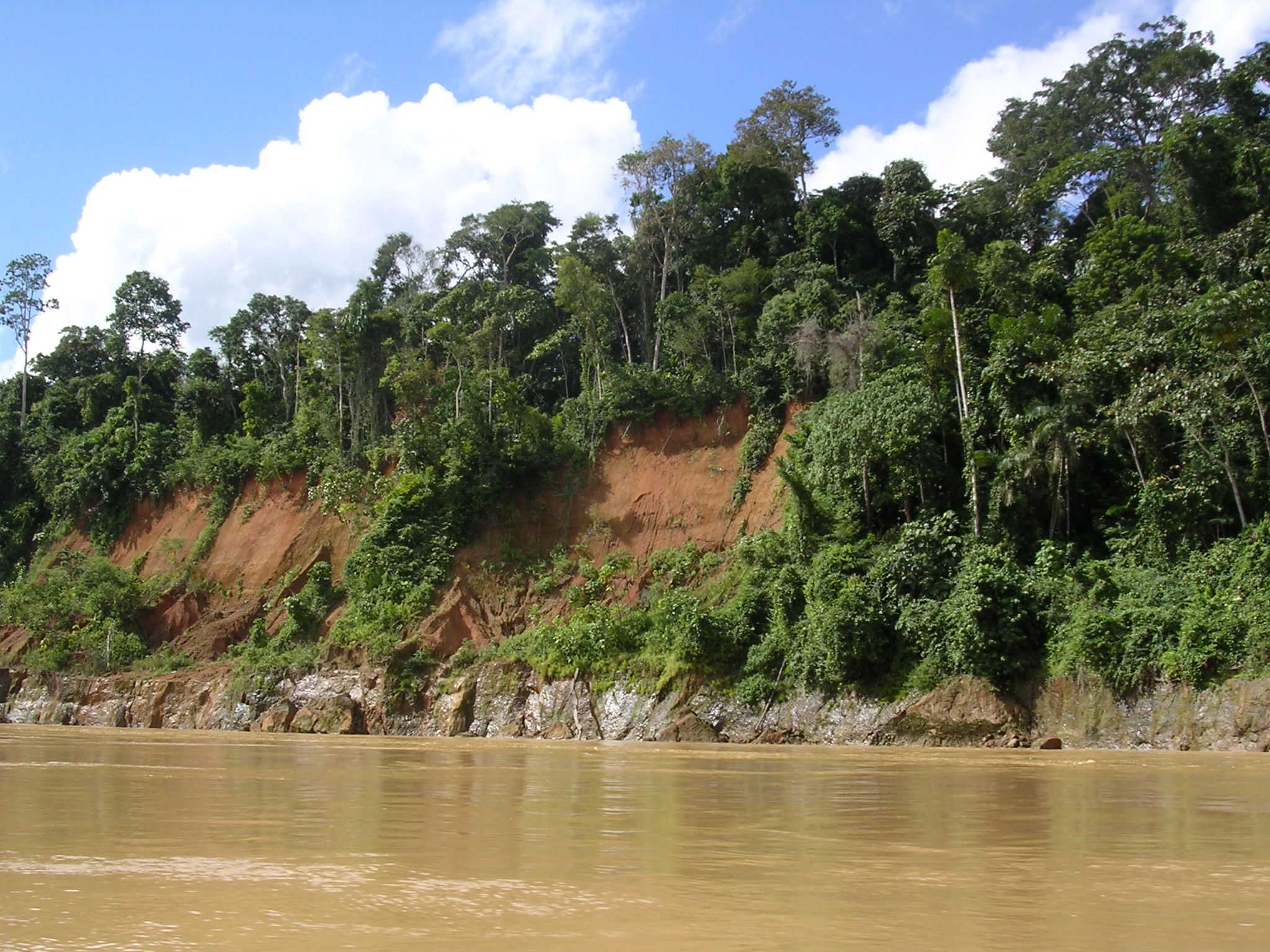
Amazonas esőerdő Peruban, jól kivehető az erdő sárgás vöröses ferrit talaja

A magas, lombos, örökzöld fák lombsátort alkotnak az avar felett (középső lombkoronaszint). A lombsátor fölé néhol magasabb fák emelkednek, ezek az úgynevezett „kiállók” (felső lombkoronaszint).
A morfológiai konvergencia eredményeként a fák termete, megjelenése, felépítése meglehetősen hasonló:
- évgyűrűik nincsenek,
- kérgük sima,
- törzsük nagy magasságig egyenes, el nem ágazó,
- gyökérterpeszük gyakorta szélesen és akár 6–8 m magasságig is megvastagodik (EÖ).

Leveleik rendszerint nagyok, ép szélűek, bőrneműek, és csúcsuk hegyben végződik, hogy a páradús közegben a csapadék- és a felesleges belső víz lecsepeghessen . Ugyancsak jellemző a  — az a szokás, hogy viráguk és termésük a törzsön, illetve a vastagabb ágakon nő. Növekedésükben vannak ugyan elkülöníthető szakaszok, az időjárás egyenletessége miatt azonban ezek nem köthetők évszakhoz; hosszuk más és más. Emiatt a korolásukat megkönnyítő évgyűrűs szerkezet nem alakul ki. Nemcsak az azonos fajú egyedek lehetnek különböző  fázisokban, de akár ugyanazon fa koronájának különböző részei is.
A csekély populációsűrűség miatt a szélbeporzás ritka. Számos fajt nem rovarok, hanem madarak vagy denevérek poroznak be.
Mivel a növekedés legfontosabb tényezője a fény, sok a folyondár. A legnagyobb liánok elérhetik a 40 cm átmérőt és a 100 m hosszt (EÖ). Vannak közöttük:
- fűneműek:
  - vaníliaformák (Vanilloideae),
  - tökfélék (Cucurbitaceae)
  - borsfélék (Piperaceae);
- illetve fásodó szárúak, például:
  - rattanpálma (Calamus spp.),
  - orchideafa (Bauhinia spp.),
  - délszőlő (Cissus spp.),
  - meténgfélék (Apocynaceae),
  - eperfafélék (Moraceae),
  - jamszgyökérfélék (Dioscoreaceae),
  - szivarfafélék (Bignoniaceae),
  - szőlőfélék (Vitaceae),
  - lepényfaformák (Caesalpinioideae).

Ezek változatos kapaszkodó képletekkel (tüskékkel, kacsokkal, tapadógyökerekkel) kúsznak fel a fény felé. Különösen ott gyakoriak, ahol a faállomány valamiért megritkult.
Szintén a fényért vívott küzdelem miatt tömegesek az epifiton (fán lakó), sokszor poikilohidrikus növények (tehát olyanok, amelyek sejtjei kiszáradás után is képesek víztartalmukat visszanyerni és normálisan működni, így vegetatív állapotban jól tolerálják a kiszáradást).
'Fatörzseken, ágvillákon gyakori epifitonok
- a páfrányok:
  - madárfészek páfrány (Asplenium nidus),
  - Hymenophyllum spp.,
  - szarvasagancspáfrány (Platycerium spp.),
  - Drynaria spp..

A fák koronájában főleg
- fényigényes, léggyökeres orchideák és
- a vizet többnyire tölcsérszerű hajtásuk módosult szőreivel felvevő broméliák:
  - Billbergia spp.,
  - Tillandsia spp.

jellemzőek.
Az óriásfákon gyakran 30-40 epifiton virágos növény és ugyanennyi páfrány-, moha- és zuzmófaj él együtt. Az epifitonok jórészt a lehulló csapadékból és porból veszik fel a tápanyagot (a 2000-es években derült ki, hogy az amazonasi esőerdők a Szahara sivatagi porviharaiból is kapnak utánpótlást). Ezt kéregmálladék és a fán lakó rovarok által felhordott talajszemcsék egészítik ki. Körülbelül annyi tápanyagot raktároznak így, mint amennyi a trópusi erdők sekély talajrétegében van, ezért egyes trópusi fafajok az ágaikon járulékosan fejlődő, ún. lombkoronagyökerekkel az epifitonok által felhalmozott humuszrétegből nyernek tápanyagot. A liánok és epifitonok asszimiláló felülete gyakran nagyobb, mint a támasztékul használt fáé.
A hemiepifiton növények életük kezdeti vagy végső szakaszában a talajból (is) táplálkoznak.
- A kontyvirágfélék (Araceae) családjában sok kúszó hajtású növény, főleg a
  - monsztera (Monstera),
  - filodendron (Philodendron) és
  - Pothos nemzetségekből

felkúszik a fák törzsén, majd száruk töve elfonnyad, és a növény epifiton életmódra tér át.
- A trópusi fojtófügék (Ficus spp., Clusia spp.) és egyes borostyánfélék (Araliaceae) éppen ellentétesen járnak el. Epifitonként kezdik életüket, majd léggyökereket fejlesztenek, és azok a talajszintre érve meggyökeresednek. Ezután megvastagodnak, és hálózatosan összenőve megfojtják gazdanövényüket, amelynek anyagát felhasználva akár óriásfákká is fejlődhetnek. Ilyen például
  - Ficus religiosa,
  - banyánfa (Ficus benghalensis).

Az állandóan nagy páratartalmú erdőkben úgynevezett epifill növények jelennek meg. Ezek olyan, a fák és cserjék levelein élő
- cianobaktériumok (Cyanobacteria, régebbi nevükön: kékalgák),
- zuzmók (Lichenophyta) és
- mohák

megkötik a légköri nitrogént, amit ezután a gazdanövény levelei ionos formában felvesznek. Fenolokat termelve meggátolják a nitrifikáló baktériumokat abban, hogy a megkötött nitrogént könnyebben kimosódó nitráttá (NO3-) alakítsák, így azt ammónia (NH4+) formájában tudják tárolni. Az esőerdők mürmekofil fás szárú vagy epifiton növényei az ásványi tápanyagigény fedezése érdekében hangyákkal élhetnek szimbiózisban. A hangyafészkek kialakításának megkönnyítésére a hangyagumó (Myrmecodia) fajok szára, a Dischidia fajok szára és levele, a szakállbromélia (Tillandsia) fajok egész hajtása gumószerűen kiszélesedhet és üregessé módosulhat.
A cserje- és avarszint rendszerint kevés napfényhez jut, bennük az árnyéktűrő cserjék, füvek (Poaceae), páfrányok, kis fák dominálnak.

### Biológiai sokfélesége
A biomassza fajlagos tömege (az úgynevezett primer produkció) ebben a biomban a legnagyobb.
Ugyancsak kiemelkedő a fajdiverzitás (például Peru Maynas tartományában 2,5 ha-on 283 fafaj, Malajziában 25 ha-on 750 fafaj). Az állat- és növényfajok több mint fele — tehát az esőerdő több fajnak, illetve populációnak ad otthont, mint a többi biom együttvéve. A világ biodiverzitásának 80%-a a trópusi esőerdőkben található.
A rendkívüli fajdiverzitás miatt a fafajok populációsűrűsége kicsi, az azonos fajú egyedek egymástól jelentős távolságra, elszórtan nőnek (EÖ).
Ezért metaforikusan „a világ legnagyobb gyógyszertárának” is nevezik, mivel a mai gyógyszerek negyede itt élő növényekből származik. Az aljnövényzet a klimax állapotú esőerdőkben fejletlen, mert a napfényt több lomkoronaszint is szűri — az ilyen erdő könnyen járható. Ha a lombkorona elpusztul vagy néhány hónapra visszafejlődik, a talajt gyorsan pionír növények (kúszónövények, bokrok és kis) fák növik be — az ilyen sűrűség a dzsungel.
A sokféle fa változatos családok képviselője. Ezek közül a legjellemzőbbek:
- szappanfavirágúak (Meliaceae) — ide tartoznak Afrika mahagóni jellegű fái, például
  - okumé,
  - sapelli,
  - sipo-mahagónik;
- dipterokarpusz-félék (Dipterocarpaceae) — főleg Hátsó-Indiában nagyon sok fajjal;
- eperfafélék (Moraceae) — ide tartoznak a fojtófügék;
- mimózafélék (Mimosaceae);
- pillangósvirágúak (Papilionaceae);
- fazékfafélék (Lecythidaceae) — az Amazonas medencéjében;
- szivarfafélék (Bignoniaceae) —  az Amazonas medencéjében.

A nagy biomassza és a látszólag korlátlan növekedés ellenére a trópusi esőerdők bioproduktivitása meglepően csekély; a mérsékelt övi lombhullató erdőénél kisebb. Ennek két fő okaként a talajok kis tápanyagtartalmát és a hosszú, forró éjszakák jelentős respirációs veszteségét szokás említeni (EÖ).
Gazdag a trópusi esőerdők faunája is — kiváltképp a rovarok és a gerinctelenek sokfélesége kiemelkedő. A fajok több mint fele a lomboronaszintekben (főleg a középső lombkoronaszintben) él, és e fajok több mint fele röpképtelen.
Arra, hogy miért ilyen nagy ebben a biomban a biodiverzitás, nincs egyértelmű tudományos magyarázat. Föltételezik, hogy lehet benne szerepe a hosszú evolúciós időszaknak (a magterületeken sok millió éve ez az esőerdő nő), a párhuzamos és a konvergens evolúciónak, valamint a fajok egymástól kölcsönösen függő helyzeteit kialakító koevolúciónak; de a jelenségnek, illetve az azt kialakító folyamatnak nincs egységes modellje (EÖ).

### Szintjei
Az esőerdő minden szintjének megvan az adott területbe jól illeszkedő növény- és állatvilága. Az öt szint:
- felső lombkoronaszint,
- középső lombkoronaszint,
- alsó lombkoronaszint,
- cserjeszint,
- avarszint.

Egyedülálló jellemzője a felső lombkoronaszint; a többi a mérsékelt övi esőerdőkben is megtalálható.
Az egyes szinteken a levelek fényáteresztő képessége jellemzően különböző. A fényszegény alsó szintjeken tűnnek fel az úgynevezett árnyéklevelek. Ezek fonákán az epidermiszbe antocián (lilásvörös színanyag) épül be, hogy visszaverja az áthaladó fényt a levélközép fénygyűjtő pigmentjeihez. Ennek elletétekén a fölső két szinten előforduló és főleg az epifitonokre jellemző fénylevelekben az antocián a felső epidermiszbe épül be, így csökkenti a levélbe jutó fény mennyiségét. Ugyancsak a többlet fény káros hatását gátolja az indumentum. Ez a sűrű, nedvszívó szőrbevonat nemcsak az erős fénytől, de a túlzott vízvesztéstől is védi a leveleket.

#### Felső lombkoronaszint
A felső lombkoronaszint kevés, de nagyon magas fából áll; ezek az úgynevezett óriásfák. Ezek ritkásan kiemelkednek a középső lombkoronaszintből úgy, hogy többségük 45–55 m magas, de némelyikük a 70–80 métert is elérheti. Ezek a fák tűrik a forróságot és képesek ellenállni az erős szeleknek.
Nevezetes és gyakori növényei:
- az Óvilágban:
  - ébenfa (Diospyros spp.),
  - tíkfa (Tectona grandis),
  - afrikai mahagóni (Khaya spp., — Afrika),
  - Entandophragma (Afrika),
  - Dipterocarpus spp. (Ázsia),
  - Dracontomelon spp. (Ázsia),
  - Koompassia spp. (Ázsia, 90 m magasra nő),
- Amerikában:
  - mahagóni (Swietenia spp.),
  - kapokfa (Ceiba spp.),
  - paradió (Bertholletia excelsa),
  - Couroupita.
- Ausztráliában:
  - eukaliptusz (Eucalyptus spp.),

Ezt a szintet jellemzően:
- sasok,
- lepkék,
- denevérek és egyes
- majmok lakják .

Olyan helyeken, amelyeken az esős időszakot száraz évszak szakítja meg, úgynevezett szezonális esőerdők, alakulnak ki. Ezekben az óriásfák többsége lombhullató, mert a talaj víztartaléka csak az alacsonyabb fák és az aljnövényzet folyamatos vízellátásához elegendő. Azokban az erdőkben, amelyekben a száraz évszak legfeljebb két hónapos, az óriásfák is örökzöldek.

#### Középső lombkoronaszint

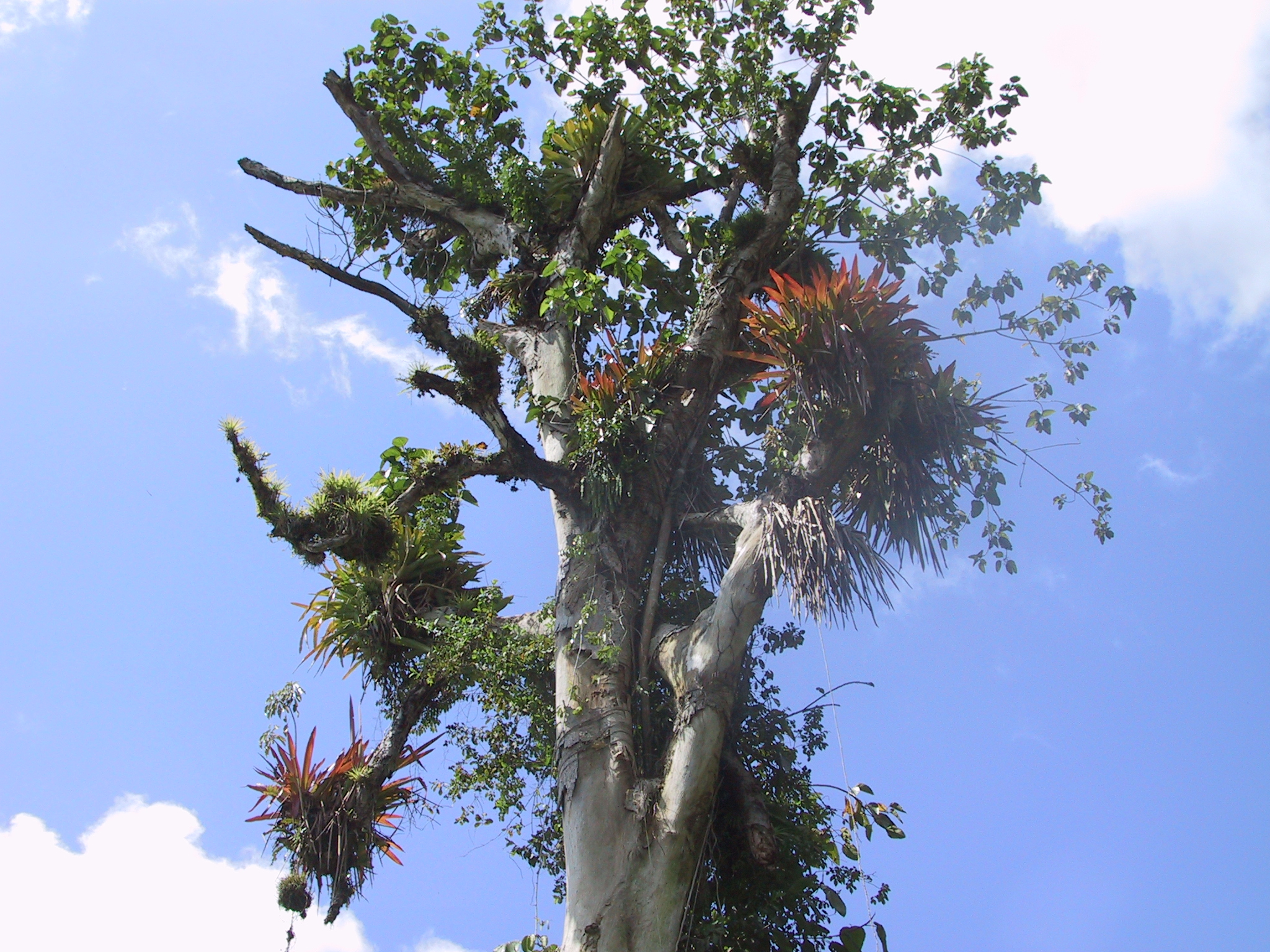
Fán lakó broméliafélék.

A 30–35 m magas, összefüggő középső lombkoronaszint az esőerdő legfőbb szintje, amely tetőt formál az alatta lévő szintek felett. A legtöbb fának egy pontból eredő, sima, kerek levele van. Nevezetes és gyakori növényei:
- a kaucsukfa.

A levelek és ágak labirintusában sok a táplálék, tehát sok az állat. Jellemzőek a
- a kígyók,
- a tukánok és
- a leveli békák.

#### Alsó lombkoronaszint
Az alsó lombkoronaszintben a fák 1–12 m között libegnek, jellemzőek a pálmák, a fiatal és kis termetű fák és a bambuszok. Mivel ide lényegesen kevesebb napfény jut, mint a középső koronaszintre, a növények nagy leveleket növesztenek, hogy minél több napfényt foghassanak be. A fák ritkán nőnek négy méternél nagyobbra. Nevezetes és gyakori növényei:
- kakaófa,.
- szágópálma.

Itt is gazdag a fauna, kiváltképp sok a rovar. Jellemző gerincesek:
- jaguár (Amerika), illetve leopárd,
- vörösszemű levelibéka.

#### Cserjeszint, avarszint
Az avar- és cserjeszint meglehetősen sötét, ezért alig nőnek itt növények. Ha nehezen napfény éri, a talajon lévő dolgok gyorsan bomlani kezdenek. Enélkül egy levél lebomlásához akár egy év is kell (a mérsékelt övezeten ehhez hat hét is elég). Ugyancsak a másutt szokásosnál gyorsabban bomlanak le az ágak, illetve fatörzsek, amelyek eltakarításában a különböző gombák mellett a gazdag hangya- és termeszfauna is részt vesz (EÖ). A szórványos (az avart csak részlegesen borító) gyepszint fő alkotói a csipkeharasztok (Selaginellales) és gyömbérfélék, de gyakoriak a páfrány-, kontyvirág- (Amorphophallus, Colocasia stb.), csalán- és akantuszfajok is. A talajszintre mindössze a fény 1–2%-a jut le; itt a gyökérélősködő növények (Rafflesia, Saprea, Balanophora) jellemzőek.
Óriás hangyászok élnek ezen a szinten.

## Emberi élet lehetőségei
Trópusi esőerdő évezredek óta lakhelye embereknek. Számos indián törzs Dél- és Közép Amerikában, pigmeusok Afrikában, és számos egyéb törzs Dél-kelet Ázsiában – mint a dayak és a penan Borneón. Ám a trópusi esőerdők képessége nagyobb népesség a fenntartására meglehetősen korlátozott. A nagy biodiverzitás miatt a táplálékforrások rendkívül szétszórtak, jelentős részük a kényelmetlenül elérhető lomkoronában van. Vadászó-gyűjtögetők néhány csoportja bizonyos évszakokban ki tudja aknázni forrásait, de ők is főleg a szomszédos szavannán vagy nyílt erdőben élnek, ahol sokkal több az élelem. Mások az esőerdő lakóit olyan vadászó-gyűjtögető embereknek írták le, akik abból élnek, hogy értékes erdei termékekkel, nyersbőrrel, tollakkal, mézzel kereskednek az erdőn kívül élő földművesekkel.

### Mezőgazdasági hasznosítása

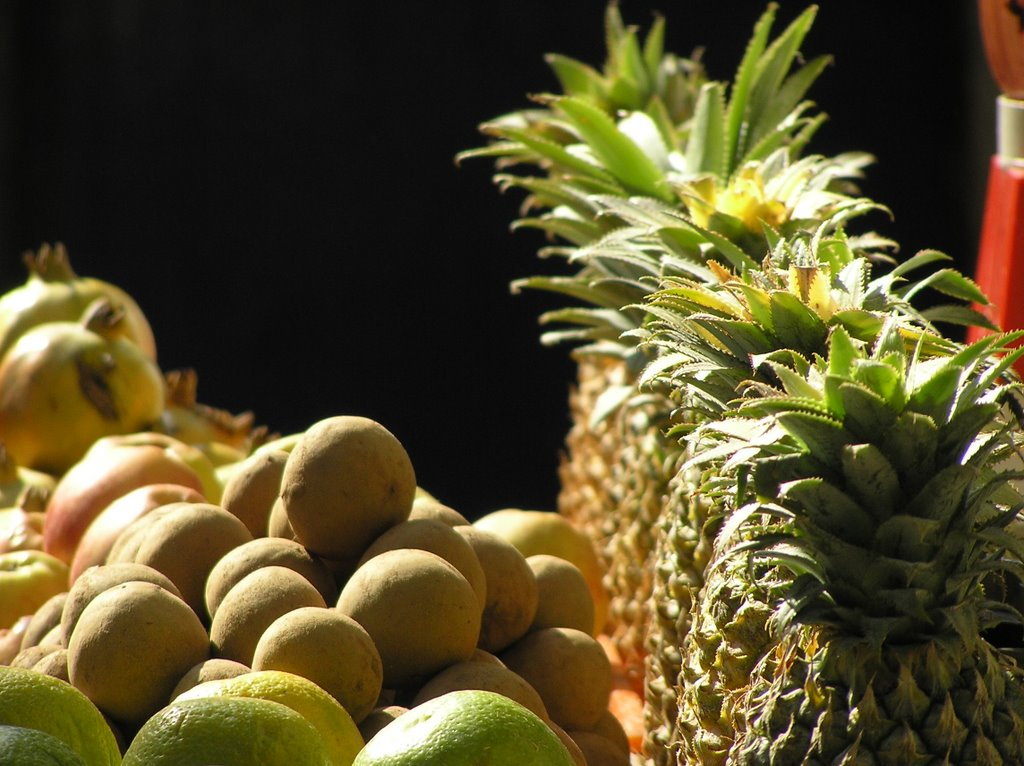
A trópus gyümölcsei

A kávé, a kakaó, a banán, a mangó, a papaja, a macadamia, az avokádó és a kaucsukfa eredetileg trópusi esőerdőkből származik, de a 20. században már a legtöbbet ültetvényeken termesztették, és ehhez kivágták a korábbi erdőket. Az 1980-as '90-es években a termelés elérte az évi 40 millió tonna banánt és 13 millió tonna mangót. A közép-amerikai kávéexport 13 milliárd USA dollárt jövedelmezett. A sok genetikai variáns segít elkerülni az új kártevők pusztítását a még ellenálló vad állomány mintájára. A trópusi esőerdők 250 termesztett gyümölcsfélét szolgáltattak — a mérsékelt övi esőerdők csak 20-at. Pusztán Új-Guinea erdeiben 251-féle ehető gyümölcs terem, de 1985-ig csak 43-at kezdtek el termeszteni.

### Erdőirtás
A trópusi esőerdők területe a 20. századtól fakitermelés és a mezőgazdasági célú erdőirtás miatt folyamatosan csökken. A kedvezőtlen folyamatot jelentősen felerősítette a bioüzemanyagok divatja:
- az indonéz szigetvilág erdeinek helyére olajpálmát,
- az Amazonas-medence erdeinek helyére cukornádat

ültetnek, hogy a pálmaolajból biodízelt, a nádcukorból bioetanolt gyártsanak.
A brazíliai esőerdők irtásának másik oka a marhatenyésztés, aminek érdekében az erdők helyén legelőket alakítanak ki. A termelt marhahúst az Európai Unióba exportálják.

### Az „ökoszisztéma szolgálatok”
Azon kívül, hogy az ember kivonja a hasznát az erdőből, vannak még úgynevezett nem kivonható hasznok, melyeket ökoszisztéma szolgálatoknak nevezünk. Az esőerdők fontos szerepet játszanak a biológiai sokféleség megőrzésében, a csapadékmennyiség, a beszivárgás és elárasztás szabályozásában és a tudományos ismeretek bővítésében.

## A „zöld tüdő” mítosza
Az esőerdőket gyakran, de teljesen tévesen a „Föld zöld tüdejének” is nevezik. Ennek a hangzatos állításnak semmiféle alapja nincs, ugyanis az esőerdők alapvetően oxigénsemlegesek. Ez úgy értendő, hogy amikor a légkör széndioxid-tartalma állandó, az esőerdők (a klimax növénytársulások nagy többségéhez hasonlóan) nem vonnak ki szenet a légkörből, viszont amikor a levegő széndioxid-tartalma nő (mint a 20-21. században), akkor a klimax növénytársulásokban megnő a biomassza fajlagos tömege (a növények sűrűbben és nagyobbra, vastagabbra nőnek), ami a többlet széndioxid egy részét megköti.

## Az esőerdők védelme

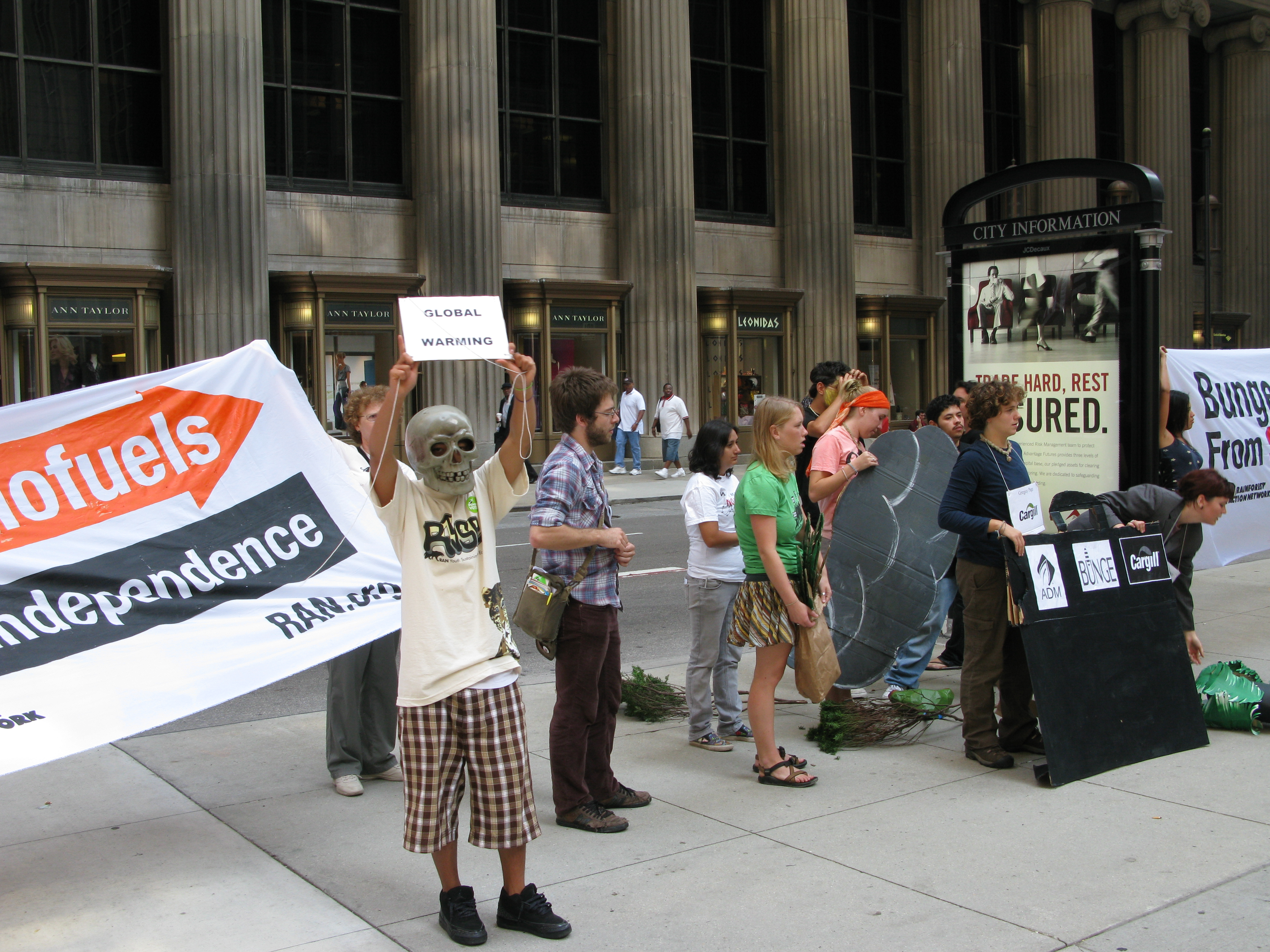
A Rainforest Action Network aktivistái a védett ökoszisztémákban terjeszkedő olajpálma- és szójaültetvények ellen tüntetnek a Chicagoi Board of Trade közelében.

A gátlástalan fakitermeléssel és az ugaros mezőgazdasággal elpusztított erdőket nehéz helyreállítani. Ehhez a letarolt területeken fel kell javítani a talajt, hiszen éppen annak kimerülése miatt fognak újabb és újabb területeket művelésbe. Az Amazonas vidékén már az európaiak 15. századi megjelenés előtt faszénnel és állati csontokkal fokozták a talaj termékenységét. Az úgynevezett fekete föld már lehetővé tenné a „terjeszkedésmentes” mezőgazdaságot.

## Akadémiai források
- Agricultural and Forest Meteorology [20]
- Annals of Botany [21]
- Austral Ecology
- Biodiversity and Conservation, ISSN 0960-3115 eISSN 1572-9710 [22]
- Biological Conservation [23]
- Diversity and Distributions [24]
- Ecological Indicators [25]
- Ecological Management & Restoration [26]
- Ecoscience [27]
- Journal of Tropical Ecology [28]
- Palaeogeography, Palaeoclimatology, Palaeoecology [29]
- Studies on Neotropical Fauna and Environment [30]